# 칼리지 파크-메릴랜드 대학교역
칼리지 파크-메릴랜드 대학교역은 워싱턴 메트로에 있는 미국의 철도역으로, 메릴랜드주 칼리지파크에 위치한다.

## 역 주변
- 메릴랜드 대학교